# Western Grove
Western Grove is een plaats (town) in de Amerikaanse staat Arkansas, en valt bestuurlijk gezien onder Newton County.

## Demografie
Bij de volkstelling in 2000 werd het aantal inwoners vastgesteld op 407.
In 2006 is het aantal inwoners door het United States Census Bureau geschat op 402, een daling van 5 (-1,2%).

## Geografie
Volgens het United States Census Bureau beslaat de plaats een oppervlakte van
2,8 km², geheel bestaande uit land. Western Grove ligt op ongeveer 327 m boven zeeniveau.

## Plaatsen in de nabije omgeving
De onderstaande figuur toont nabijgelegen plaatsen in een straal van 20 km rond Western Grove.